# بازاریابی عمل‌گرا
بازاریابی عملگرا (به انگلیسی: Performance Marketing) یا تبلیغات مبتنی بر عملکرد، که با عنوان تبلیغات برای عملکرد نیز شناخته می‌شود، نوعی از تبلیغات است که در آن خریدار تنها زمانی که نتایج قابل اندازه‌گیری وجود دارد، هزینه می‌پردازد. تبلیغات مبتنی بر عملکرد با گسترش رسانه‌های الکترونیکی، به ویژه اینترنت، که در آن امکان سنجش اقدامات کاربران ناشی از تبلیغات وجود دارد، رایج شده‌است. بازاریابی عملکرد متفاوت از بازاریابی برند است که بر آگاهی، ملاحظه و نظرات مصرف‌کنندگان هدف تمرکز دارد.

## مدل قیمت‌گذاری
- مدل‌های قیمت‌گذاری CPM (هزینه به ازای هر هزار، یا هزینه در هزار) از تبلیغ‌کنندگان برای دریافت هزینه، به عنوان مثال تعداد دفعات مشاهدهٔ تبلیغات توسط افراد، هزینه می‌گیرند. تبلیغات نمایشی معمولاً بر اساس مدل قیمت‌گذاری CPM به فروش می‌رسد. مشکل تبلیغات CPM این است که از تبلیغ‌کنندگان هزینه گرفته می‌شود حتی اگر مخاطبان روی تبلیغ کلیک نکنند.
- تبلیغات CPC (هزینه به ازای کلیک) این مشکل را برطرف می‌کند و تبلیغات را تنها زمانی که مصرف‌کننده روی تبلیغ کلیک می‌کند، از تبلیغ‌کنندگان هزینه می‌گیرد. با این حال، به دلیل افزایش رقابت، کلمات کلیدی جستجو بسیار گران شده‌اند. گزارش روندهای جستجوی DoubleClick 2007 نشان می‌دهد که در ژانویهٔ ۲۰۰۷ تقریباً شش برابر تعداد کلمات کلیدی با هزینهٔ هر کلیک (CPC) بیش از ۱ دلار نسبت به سال قبل وجود داشته‌است. هزینهٔ هر کلمهٔ کلیدی ۳۳ درصد افزایش یافته و هزینهٔ هر کلیک تا ۵۵ درصد افزایش یافته‌است.
- مدل‌های قیمت‌گذاری هزینه لید (CPL) مناسب‌ترین تبلیغات هستند. در سال ۲۰۰۷، مدل‌های CPL به تبلیغ‌کنندگان اجازه می‌دهد تنها برای امتیازهای واجد شرایط و نه کلیک و برداشت هزینه پرداخت کنند و ROI در قلهٔ سلسله‌مراتب تبلیغات آنلاین قرار دارند.
- در تبلیغات CPA، یا هزینهٔ هر خرید، تبلیغ‌کنندگان برای یک اقدام خاص مانند معامله با کارت اعتباری (که CPO نیز نامیده می‌شود، هزینهٔ سفارش) می‌پردازند.

## مزایایی اقتصادی
بودجهٔ بسیاری از تبلیغ‌کنندگان محدود است و ممکن است موثرترین روش تبلیغات را درک نکنند. با برنامه‌های تبلیغاتی مبتنی بر عملکرد، آن‌ها از خطر پرداخت مبالغ زیاد برای تبلیغاتی که بی‌اثر هستند، جلوگیری می‌کنند. آن‌ها فقط برای نتایج پرداخت می‌کنند.
آژانس تبلیغاتی، توزیع‌کننده یا ناشر، این ریسک را بر عهده می‌گیرد و بنابراین انگیزه دارد تا اطمینان حاصل کند که تبلیغات به خوبی مورد هدف قرار گرفته‌است و از وجوه موجود فضای تبلیغات به بهترین نحو استفاده می‌کند. ناشران رسانه‌های الکترونیکی ممکن است تبلیغات را بر اساس مکان، زمان روز، روز هفته، جمعیت‌شناسی و سابقه عملکرد انتخاب کنند، تا اطمینان حاصل شود که درآمد حاصل از هر شکاف تبلیغاتی را به حداکثر می‌رسانند.
توجه دقیق به هدف‌گذاری به منظور به حداقل رساندن تعداد تبلیغات نامربوط ارائه شده به مصرف‌کنندگان است. آن‌ها تبلیغات محصولات و خدمات را مشاهده می‌کنند که احتمالاً برای آنها جالب است. اگرچه مصرف‌کنندگان اغلب اعلام می‌کنند که تبلیغات تحریک‌کننده است، اما در بسیاری از موارد آن‌ها تبلیغات را در صورت مناسب بودن مفید می‌دانند.

## معیارها
- بسیاری از سایت‌های اینترنتی برای تبلیغات بر اساس "CPM" (هزینه در هزار) یا هزینهٔ هر بار نمایش، هزینه دریافت می‌کنند؛ یعنی تبلیغ‌کننده فقط زمانی هزینه را پرداخت می‌کند که مصرف‌کننده تبلیغ او را ببیند. برخی معتقدند که این تبلیغات مبتنی بر عملکرد نیست زیرا اندازه‌گیری پاسخ کاربر وجود ندارد.
- سایت‌های اینترنتی نیز اغلب تبلیغات را بر اساس "PPC" (پرداخت به ازای کلیک) ارائه می‌دهند. محصول Google AdWords و محصولات معادل آن از Millennial Media , یاهو!، مایکروسافت و دیگران از برنامه‌های تبلیغاتی PPC پشتیبانی می‌کنند.
- تعداد کمی اما در حال افزایش سایت‌ها شروع به ارائهٔ برنامه‌هایی بر اساس "پرداخت به ازای هر تماس" می‌کنند. کاربر می‌تواند روی دکمه‌ای برای برقراری تماس VoIP یا درخواست تماس از تبلیغ‌کننده کلیک کند. اگر کاربر درخواست تماس کند، احتمالاً به احتمال زیاد خرید انجام می‌دهد.
- در نهایت، تحقیقات قابل توجهی در مورد روش‌های پیوند دادن اقدامات کاربر به خرید نهایی وجود دارد: شکل ایده‌آل اندازه‌گیری عملکرد.

برخی از وبسایت‌های اینترنتی در نقش بنگاه یا واسطه هستند و خریداران و فروشندگان را گرد هم می‌آورند. ای‌بی یا دیوار نمونهٔ بارزی از بازار است که بر اساس حراج کار می‌کند. سایر سایت‌های بازار به فروشندگان اجازه می‌دهند قیمت خود را تعیین کنند. در هر دو مدل، بازار، واسطهٔ فروش است و کمیسیون می‌گیرد - درصد معینی از ارزش فروش. انگیزه بازار این است که موقعیتی برجسته تر به فروشندگانی بدهد که ارزش فروش بالایی دارند. این بازارها را می‌توان نوعی تبلیغات مبتنی بر عملکرد دانست.
استفاده از کوپن‌های تلفن همراه همچنین دنیای جدیدی از معیارها را در شناسایی اثر کمپین ایجاد می‌کند. چندین ارائه‌دهندهٔ فناوری کوپن تلفن همراه وجود دارد که امکان ارائهٔ کوپن یا بارکُد منحصر به فرد برای هر فرد و در عین حال شناسایی شخص بارگیری‌کننده را فراهم می‌کند. این امر امکان پیگیری این افراد را در طول کل فرایند از بارگیری تا زمان و مکان استفاده از کوپن‌ها ممکن می‌کند.

## رسانه
تلفن همراه به‌طور فزاینده‌ای به عنوان دستگاه مرور وب مورد استفاده قرار می‌گیرد و می‌تواند از برنامه‌های پرداخت به ازای هر کلیک و پرداخت به ازای هر تماس پشتیبانی کند. از کوپن‌های تحویل داده شده به تلفن همراه می‌توان برای پیوند تبلیغات مستقیم به فروش استفاده کرد. با شروع استفادهٔ مصرف‌کنندگان از تلفن همراه خود به عنوان دستگاه پرداخت الکترونیکی، ممکن است ایجاد ارتباط مستقیم بین تبلیغات و خریدها عملی شود. ارتباط ممکن است غیر مستقیم باشد. مصرف‌کننده ممکن است از تلفن همراه خود برای بارکد در تبلیغات در فضای باز استفاده کند. این سایت تلفن همراه تبلیغ‌کننده را بر روی تلفن بارگذاری می‌کند. وقتی مصرف‌کننده کمی بعد به فروشگاه تبلیغ‌کننده می‌رود و از تلفن خود برای خرید استفاده می‌کند، می‌توان پیوند را استنباط کرد.
حتی می‌توان عملکرد تبلیغات چاپی را به‌طور مستقیم اندازه‌گیری کرد. ناشر شماره تلفن خاصی را در آگهی چاپ می‌کند، که در هیچ جای دیگر استفاده نشده‌است. وقتی مصرف‌کننده با آن شماره تماس می‌گیرد، رویداد تماس ضبط می‌شود و تماس به شمارهٔ معمولی هدایت می‌شود. از نظر تئوری، تماس فقط به دلیل تبلیغات چاپی می‌تواند ایجاد شده باشد. در عمل، این خطر وجود دارد که شخص ثالث، به‌طور سهوی شماره‌ای از یک آگهی را بیابد و آن را به فهرست آنلاین یا چاپ‌شده ارسال کند و باعث شود تماس‌های بیشتری دریافت کند که تبلیغ‌کننده باید به‌صورت جداگانه به عنوان «سرنخ» یا پرس‌وجو پرداخت کند. برخی از تماس‌های دریافتی ممکن است درخواست‌های پشتیبانی محصول از مشتریان فعلی یا حتی درخواست‌های تأمین‌کنندگان باشد، که درآمد جدیدی نیستند و نباید به عنوان سرنخ جدید در نظر گرفته شوند. شماره‌های تلفن رایگان نیز به‌طور مشهور مستعد اشتباه است که یک شرکت برای دریافت آن باید هزینه بپردازد-اغلب به این دلیل که یک شماره کمی استفاده شده یک رقم با خطوط هوایی اصلی، زنجیرهٔ هتل، شرکت اجارهٔ ماشین، بانک یا اپراتور حق رأی دادن ملی فاصله دارد.

## معایب
امکان تقلب در تبلیغات مبتنی بر عملکرد وجود دارد.
- این ناشر ممکن است نتایج عملکرد بیش از حد را گزارش دهد، اگرچه بعید است که یک نشریهٔ معتبر ریسک افشای حسابرسی را بپذیرد.
- رقبا ممکن است از کلیک‌هایی که به‌طور خودکار روی تبلیغ ایجاد می‌شوند بهره‌مند شوند.

از آنجا که اقدامات کاربر در حال سنجش است، نگرانی‌های جدی در مورد از دست دادن حریم خصوصی وجود دارد.
مکانیسم‌های تبلیغاتی مبتنی بر عملکرد، شرکت‌ها را وادار می‌کند تا قیمت کالاهای خود را (معمولاً به‌سمت بالا) در مقایسه با قیمت‌هایی که سود آن‌ها را در محیط‌هایی که تبلیغات با روش‌های تعیین‌شده پرداخت به ازای هر فروش به فروش می‌رسد، به حداکثر برسانند. تحریف قیمت صعودی هم مازاد مصرف‌کننده و هم سود مشترک ناشر-تبلیغ‌کننده را کاهش می‌دهد و منجر به کاهش خالص رفاه اجتماعی می‌شود. دلاروکاس (۲۰۱۰) روش‌های مختلفی را مطرح می‌کند که در آن‌ها مکانیسم‌های تبلیغاتی مبتنی بر عملکرد را می‌توان برای بازگرداندن قیمت کارآمد افزایش داد.